# Archichlora pulveriplaga
Archichlora pulveriplaga är en fjärilsart som beskrevs av W. Warren 1898. Archichlora pulveriplaga ingår i släktet Archichlora och familjen mätare. Inga underarter finns listade i Catalogue of Life.